# Ліжник
Лі́жник (пов'язане з ліжко, лежати) — товстий вовняний, здебільшого узорно-тканий виріб з об'ємною поверхнею та довгим пухнастим двостороннім ворсом. Ліжники мають обрядове, інтер'єрне й господарське призначення. Їхнє побутування зафіксоване серед народів усього Карпато-Балканського регіону.
У 2020 році карпатське ліжникарство внесено до Національного переліку елементів нематеріальної культурної спадщини.

## Історія
В Україні виробництво ліжників характерне для тих регіонів, у традиційно-побутовій культурі яких вівчарство було однією з головних галузей господарської діяльності (Гуцульщина, Бойківщина та Марморощина), де ліжники є найуживанішими предметами щоденного домашнього побуту. Ними застеляли постіль, піч, припічок, лавиці, стелили та вкривалися під час спання, нерідко підкладали під голову замість подушок; улітку застеляли сидіння на возах, а взимку — на санях або бричках; прикривали зверху коней та підстеляли під сідло під час сідлання коней.

## Технологія виготовлення
Ліжники тчуть на вузьких (до 80 см) ручних верстатах-кроснах. Нитки основи відстоять одна від одної на 10-12 мм. Виткані вироби піддають валянню в особливій валяльні, яка називається вали́ло. На відміну від звичайної валяльні, де використовували товкачі чи молоти, які приводило в рух водяне колесо, у валяльні для ліжників звалювання вовни здійснюється безпосередньо потужним струменем води, що падає у велику ємність. Для найкращого звалювання в ємності мають бути не більш 3-4 ліжників, процес забирає від 4 годин влітку до 10 годин взимку, при цьому розміри виробу зменшуються на 20 %.